# Ondrej Herec
Ondrej Herec (7. července 1944, Budapešť, Maďarsko – 22. října 2020, Bratislava, Slovensko) byl slovenský zakladatel teorie fantastiky.

## Život
Maturoval v Banské Bystrici, studoval chemii na VŠCHT v Praze, sociologii na FF UK v Bratislavě, mezinárodní právo na FF UK a ve Štrasburku. Na studium si přivydělával jako překladatel a simultánní tlumočník (6 jazyků).
Pracoval ve výzkumu, po roce 1990 na Ministerstvu práce, sociálních věcí a rodiny SR, člen rady ředitelů Centra OSN, člen Vládního výboru Rady Evropy aj.
Přednášel teorii sociální politiky a teorii populární kultury na Univerzitě Komenského. Publikoval přes 30. výzkumných prací a studií z oblasti sociální politiky a sociologie kultury. Slovenský rozhlas víckrát reprízoval jeho vystoupení na témata postindustriální civilizace.
Fantastice se začal systematicky věnovat, když mu nemoc znemožnila pracovat ve vlastním povolání. Nebyl členem žádné politické strany. Žil a tvořil v Bratislavě. Byl členem slovenského centra PEN klubu.

## Tvorba
Byl autorem slovenských odborných děl o fantastice. Založil tradici pravidelného publikování teorie fantastiky na Slovensku, zejména ve sbornících Krutohlav, a to nejen svými statěmi, ale vytvořil prostor i pro jiné autory. Zde začínal publikovat i Miloš Ferko. Filozofií většiny fantastických příběhů je dobrodružství, Ondrej Herec udělal z dobrodružství filozofii. V knihách a mnohých samostatných statích představil odbornými texty, oživenými jemnou ironií, literární fantastiku i její vizuální formy v historickém, sociálním a kulturním kontextu.
První slovenskou studií o vztahu fantastiky a realizmu Fantastika a realizmus ((2000, Národné osvetové centrum, Bratislava), rozšířená verze v knize Cyberpunk – vstupenka do tretieho tisícročia' (2001, Vydavateľstvo Spolku slovenských spisovateľov, Bratislava)) někteří kritici nazvali „učebnicí fantastiky“. Autor dokládá originální koncepci kontinuity fantastické literatury na dílech z dvou tisíc let evropské literární tradice. Sjednocuje rozmanité souvislosti fantastiky, spojuje literaturu s filmem i s televizním seriálem Star Trek, světovou tvorbu od antického mýtu s Kyberpunkem a Star Trekem. Syntéza vychází z děl od Lúkiána a Platóna, přes Montesquia, Swifta, Voltaira po Poa, Dicka, Lema, Gibsona, Stephensona a jiné, s těžištěm ve fantastice 20. století. Encyklopedický pohled překračuje hranice žánrů, konfrontuje stanoviska a interpretace, vyzývá k dialogu. Citovaných pět set děl je jen vrcholem ledovce dalších několika tisíc, která autor přečetl, aby vybral ty podstatné. Znalec teorie však nenudí suchou teorií: brilantní stylista potěší dílem, ke kterému se čtenář může vrátit mnohokrát. Rozsáhlý materiál je přehledně členěný, myšlenkovou hloubku a překvapivé souvislosti oživuje jemná ironie a aforistické vyjádření.
Slovenská fantastika do roku 2000 (2001, Národné osvetové centrum Bratislava) jsou první žánrové dějiny slovenské fantastiky od roku 1856 do roku 2000. Ondrej Herec na podnět Jána Tazberíka inicioval, sestavil, editoval a organizoval vydání publikace; spoluautorství na částech o starší a juvenilní fantastice nabídnul Miloši Ferkovi. Sbírka studií a esejů Z teórie modernej fantastiky (2008, Literárne informačné centrum Bratislava) nabídla slovenskému čtenáři vstup do teorie fantastiky. Kromě úvodu "Umíme číst fantastiku?" představila kniha na Slovensku poprvé vícero témat moderní fantastiky: "Pocit zázraku", "Sen o hrdinovi", "Nadžena Xena", "Jaká tvrdá je tvrdá SF?", "Upírská erotika" a "Pár slov o hororu". Studie "Dědictví lidové prózy v moderní fantastice" se setkala s mezinárodním uznáním. Knihu Dobre organizovaný netvor (2010, Literárne informačné centrum, Bratislava) tvoří dvě komplementární eseje "Dobře organizovaný netvor“ a "Metamorfózy člověka v (post)moderní fantastice“. V první autor přehledně analyzuje na bohatém materiálu umělecké i populární fantastiky vzájemný vztah jednotlivce s různými typy organizací. V druhé představuje varianty a proměny vnímaní lidské bytosti ve fantastice.
Uvedl fantastiku do dějin slovenské literatury: napsal s Viliamem Marčokem kapitolu "Vznik a premeny modernej fantastiky" do Dejín slovenskej literatúry III. (2006, Marčok, Viliam a kol., Literárne informačné centrum, Bratislava).
Sestavil první slovenskou antologii světové fantastiky (1981).
Byl autorem prvního československého rozhlasového seriálu o fantastice (1986, reprízy 1986 a 1987).
Měl významný podíl na edici fantastiky v nakladatelství SMENA, odměněné cenou Ludvík (1988).
Byl iniciátorem, editorem a autorem prvního slovenského SF magazínu (SF 01, 1988 a SF 02, 1989).
Publikoval v časopisech Dotyky, Interkom, ve sbornících Krutohlav aj., napsal mnoho recenzí, kritik, článků, předmluv i doslovů ke knihám a antologiím.

## Knižní publikace o fantastice
- Fantastika a realizmus (2000)
- Cyberpunk (vstupenka do tretieho tisícročia) (2001)
- Slovenská fantastika do roku 2000. (2001) Ondrej Herec editor, sestavovatel a autor, k autorské spolupráci přizval Miloše Ferka.
- Z teórie modernej fantastiky (2008)
- Dobre organizovaný netvor (2010)
- Netvor (2014)

## Výběr z prací mimo teorie fantastiky
- Politika sociálneho rozvoja (1988, Výskumný ústav práce a sociálnych vecí, Bratislava, autorství s univ. prof. Rudolfom Šímom)
- Aktuálne otázky sociálnej politiky ČSFR so zreteľom na problematiku územných komunít a neštátnych subjektov (1991, Výskumný ústav práce a sociálnych vecí)
- Ku Správe o rozvoji ľudstva. OSN 1990 (1991, Výskumný ústav práce a sociálnych vecí; ekonomické ukazovatele zpracovala Mária Kapustová)
- Neštátne subjekty v sociálnej politike ČSFR (1991, Výskumný ústav práce a sociálnych vecí, Bratislava)
- Ku Správe o rozvoji ľudstva. OSN 1991 (1992, Výskumný ústav práce a sociálnych vecí, ekonomické ukazovatele zpracovala Mária Kapustová)

## Výběr z publikační činnosti v časopisech a v sbírkách
- Od Ikara po robota. Revue svetovej literatúry č. 7, 1981
- Vedecká fantastika ako variant sociálnych utópií. SF 01, 1989
- Je fantastika populárna literatúra? Fantázia č. 1, 1997
- O láske a smrti. Krutohlav '96. SSAF, Bratislava 1997
- O ženách, ale aj mužoch v SF. Fantázia č. 4, 1998
- Pocit zázraku. RAK č. 4, 1999
- Pocit zázraku (Science Fiction ako náboženstvo.) In: Biblické žalmy a sakrálne texty v prekladateľských, literárnych a kultúrnych súvislostiach. Philologica LII, Univerzita Komenského, Bratislava 2001.
- Sen o hrdinovi. Krutohlav 2001. Slovenský syndikát autorov fantastiky a Národné osvetové centrum, Bratislava 2001
- Pocit zázračného v modernej fantastike. Biograf č. 28, júl 2002
- Duša z ohňa, duša z hliny. Vlna č. 12, 2002
- The Heritage of Folk Prose in Modern Fantastic Fiction. In: Traditional Culture as a Part of the Cultural Heritage of Europe. In: Etnologické štúdie č. 8, Ústav etnológie SAV, Bratislava 2003.
- Prieskumník virtuálnej reality Stanisław Lem. Filozofia č. 9, ročník 58, 2003
- Upírska erotika. Dotyky č. 2, 2003
- Dedičstvo ľudovej prózy v modernej fantastike. Národná osveta č.5, 2003
- Krátky výlet do dlhých dejín netvorov. Dotyky č. 2 – 3/2004
- Netvor. Dotyky č. 3 – 4, 2004 http://www.dotyky.net/?p=1763
- Frankenstein. Dotyky č. 5, 2004
- Zvierací netvor. Piaty prah identity. Dotyky č. 1/2 2005
- Dracula. Dotyky č. 2/2005. http://www.dotyky.net/?p=924
- Netvor v duši. Dotyky č. 2 – 3/2004. http://www.dotyky.net/?p=1326
- Netvor v dejinách. Dotyky č. 2 – 3/2004 http://www.dotyky.net/?p=1326
- Terminátor. Dotyky č. 1/2007 http://www.dotyky.net/?p=286
- Premenlivý Netvor. Dotyky č. 1/2006 http://www.dotyky.net/?p=846
- Votrelec. Dotyky č. 3-4/2006. http://www.dotyky.net/?p=612
- Metamorfózy tela vo vedomí postindustriálnej spoločnosti. In: Tvár ako sociálny nástroj. Zostavila: Z. Kusá. Sociologický ústav SAV, Bratislava 2007
- Spisy X: Chaos a sprisahania proti ľudstvu (l. časť) Dotyky č. 4/2007 http://www.dotyky.net/?p=342
- Spisy X: Chaos a sprisahania proti ľudstvu (2. časť) Dotyky č. 1/2008 Dotyky č. 2/2008 http://www.dotyky.net/?p=100
- Nadžena Xena: Imidž ženy v televíznej a filmovej fantastike. Anthropos
- Podoby človeka v postmodernej fantastike. In Realita a fikcia. Bratislava 2009
- Center and periphery of the body designed by science fiction 1/3 21. listopadu 2010 http://neviditelnypes.lidovky.cz/uvaha-center-and-periphery-of-the-body-designed-by-science-fiction-1-3-1p5-/p_scifi.asp?c=A101121_183027_p_scifi_hpe
- Center and periphery of the body designed by science fiction 2/3 28. listopadu 2010 http://neviditelnypes.lidovky.cz/uvaha-center-and-periphery-of-the-body-designed-by-science-fiction-2-3-1pt-/p_scifi.asp?c=A101129_110222_p_scifi_hpe
- Center and periphery of the body designed by science fiction 3/3 2010
- Majestát strachu. (Horor a science fiction – dve strany jednej mince) Úvod do zborníka Strach a hrôza. Podoby hororového žánru. Zostavili I. Taranenková, M. Jareš. Ústav slovenskej literatúry Bratislava 2011
- Utopie, která nepřišla. In: Planeta Eden: Svět zítřka v socialistickém Československu 1948 – 1978. Ed. Adamovič, Ivan, Pospiszyl, Tomáš. Arbor vitae societas, Řevnice 2010
- Múzeum mŕtvo narodených budúcností. In: Svet v bode obratu. Ed. Peter Dinuš, Ladislav Hohoš, Veda, Bratislava 2011
- Erotika moci. In: Slovenské pohľady 7-8, Bratislava 2013
- Náčrt ku vnímaniu príťažlivosti politiky. In: STUDIA POLITICA SLOVACA 2/2013, Bratislava 2013
- Netvor menom organizácia. In: Zem & Vek, Almanach MMXIV, Bratislava 2015

## Výběr z předmluv a doslovů
- Strugackij, Arkadij a Boris 1988: Pondelok sa začína v sobotu. Bratislava, Mladé letá.
- Kotzwinckle, William 1988: E. T. Mimozemšťan. Bratislava, Smena.
- Cherryhová, Carolyn J. 1990: Kukučkino vajce. Bratislava, Smena.
- Toman, Juraj 1999: Pic. Ružomberok, Epos.
- Girovský, Jozef 2001. Zubaté slnko. Bratislava, Vydavateľstvo Spolku slovenských spisovateľov.
- Rauschgoldová, Scarlett (ed.) – Veselá, Hanina (ed.) 2007: Černé sny aneb příběhy na nedobrou noc. Předmluva Ondrej Herec
- Rauschgoldová, Scarlett (ed.) – Veselá, Hanina (ed.) 2008. Technokouzla aneb Příběhy z jiných světů. Key Publishing. Předmluva Ondrej Herec
- Rauschgoldová, Scarlett (ed.) – Veselá, Hanina (ed.) 2009: Pěna dějin aneb Příběhy, které se nestaly(?). Tribut EU. Předmluva Ondrej Herec.
- Rauschgoldová, Scarlett (ed.) 2011. Jinosvěty aneb (ne)skutečné příběhy. Československý fandom. Předmluva Ondrej Herec.
- Petrák, Milan (ed.) Rampas, Zdeněk (ed.) 2011 : Cynické fantazie. Sbírka povídek českých autorů. Millenium Publishing, Předmluva Ondrej Herec.
- Sborníky Krutohlav 1991 – 2002, předmluvy.

## Organizační činnost
Člen Akademie science fiction, fantasy a hororu. Člen poroty soutěže o Cenu Karla Čapka. Spoluzakladatel, organizátor a předseda poroty soutěže o Cenu Gustáva Reussa (1500 povídek od 500 autorů představuje velkou většinu původní slovenské fantastiky v letech 1990 – 2002). Zakládající člen a později předseda Slovenského syndikátu autorů fantastiky. S ostatními členy SSAF vytvořil prostor pro novou generaci autorů původní slovenské fantastiky. Pomohl překročit publikační práh mnohým známým autorům (D. Fabián, M. Ferko, J. Girovský, Š. Huslica, M. Hvorecký, Z. Minichová, A. Pavelková, R. Weber a jiní). Vyvedl slovenskou fantastiku z amatérského gheta a vydobyl jí prestiž v mainstreamu. M.j. přivedl do poroty CGR řadu významných osobností slovenské kultury jako Anton Baláž, Andrej Ferko, Kornel Földvári, Michal Hvorecký, Peter Jaroš, prof. Viliam Marčok, Dušan Mitana a jiní.

## Ediční činnost
- 1981 – Revue Svetovej literatúry č. 7/1981 věnovaná světové fantastice (s Lýdií Vadkerti-Gavorníkovou a Dominikem Bartosiewiczem).
- 1989 – SF 01, Smena, Bratislava 1989 (s Jánem Tazberíkem). První slovenský SF magazín.
- 1990 – SF 02, Smena, Bratislava 1990 (s Jánem Tazberíkem). Druhý slovenský SF magazín.
- 1993 – Krutohlav '93 (s Vlado +Srponěm).
- 1995 – Krutohlav '94 (ed. uveden jako kol. SSAF).
- 1996 – Krutohlav '95
- 1997 – Krutohlav '96
- 1999 – Krutohlav '98
- 2000 – Víťazný Krutohlav
- 2000 – Krutohlav '99
- 2001 – Krutohlav 2000
- 2002 – Krutohlav 2001
- 2003 – Krutohlav 2002

## Přednášková činnost
(Výběr po roce 2000 z cca 100 přednášek o fantastice za 30 let)
- Zrození fantastiky. Fénixcon Brno 2001.
- Objavovanie slovenskej fantastiky. Eurocon Chotěboř 2002.
- Čo prinieslo dvadsiate storočie do fantastiky. Istrocon Bratislava 2007
- A short excursion into the long history of monsters. Polcon 2008
- Podoby človeka v postmodernej fantastike. Filozofická konferencia, Smolenice 2009.
- Metamorfózy člověka v (post)moderní fantastice. Festival Fantasie Chotěboř 2010.
- Horor techniky a technika hororu. FFS Chotěboř 2010
- Kultura chaosu. Fénixcon Brno 2010
- Fantázia zvaná túžba. Istrocon Bratislava 2011
- Majestát strachu. Parcon Chotěboř 2011
- Dizajn tela v science fiction. AnimeShow Bratislava 2011
- Od expanzie k implózii. Kozmodróm Bratislava 2011
- Zlé ženské sú dnes všade. Kozmodróm Bratislava 2012
- Šťastie pre všetkých. Utópia pokroku v diele bratov Strugackých. Parcon/Istrocon Bratislava 2012.
- Heterotópie fantastiky. AnimeShow Bratislava 2012
- Groteskné v modernej a postmodernej fantastike. AnimeShow Bratislava 2013
- Virtuálne ženy Stanisława Lema. Slavcon Bratislava 2013
- Umění paměti. IstroCON Bratislava 2013
- Erotika moci. Kozmodróm Bratislava 2013
- Architektúra netvora. IstroCON - Parcon Bratislava 2014
- Čo je fantasy. AnimeShow Bratislava 2014

## Ocenění
- 1988 Podílel se na vydávání edice SF v nakladatelství Smena, odměněném cenou Ludvík
- 1997 Cena mesta Revúcej
- 1998 Cena Národného osvetového centra za výrazný přínos k rozvoji teorie a kritiky fantastické literatury
- 2007 Cena české a slovenské Akademie sci-fi, fantasy a hororu za celoživotní přínos,
- 2007 cena Mlok za zásluhy, najvyšším ocenením českého a slovenského fandomu
- 2008 Cena české a slovenské Akademie sci-fi, fantasy a hororu za nejlepší teoretický text roku
- 2011 prémie Literárneho fondu
- 2011 Brno: Speciální cena lektorovi Fénixconu